# مجلس الجامعات الخاصة والأهلية (مصر)
مجلس الجامعات الخاصة والأهلية هو مجلس حكومي مصري ويشرف على الجامعات الخاصة والأهلية ويتبع وزارة التعليم العالي ويرأسه وزير التعليم العالي وعضوية (8) أعضاء من ذوي الخبرة والاختصاص في التعليم العالي ممن ليس لهم أية مساهمة مباشرة أو غير مباشرة بأية مؤسسة تعليمية خاصة طوال مدة عضويتهم، يتم تعيينهم بقرار من مجلس الوزراء بناء على عرض الوزير لمدة ثلاث سنوات قابلة للتجديد لمدة أخرى.
ويختص مجلس الجامعات الخاصة بكل ما يتعلق بقواعد وإجراءات الترخيص بإنشاء المنشآت التعليمية الخاصة وله على وجه الخصوص ما يلي:
- النظر في طلبات إنشاء المنشآت التعليمية الخاصة.
- تحديد متطلبات الاعتماد الأكاديمي للمنشآت التعليمية الخاصة واعتماد برامجها ومراجعة أدائها للتحقق من التزامها بما ورد في مرسوم إنشائها.
- اعتماد المعايير والشروط الواجب توافرها في البرامج الدراسية في المنشآت التعليمية الخاصة وإعادة النظر في هذه الشروط والمعايير.
- اعتماد الشهادات الصادرة من المنشآت التعليمية الخاصة ومعادلتها وفقا للقواعد والإجراءات المقررة لذلك.
- النظر في إلغاء أو وقف نشاط أو دمج المنشآت التعليمية الخاصة.
- أية أمور أخرى يحيلها الوزير إليه.[1][2]

## أهم الجامعات التي تتبع هذا المجلس
- جامعة النهضة : تأسست جامعة النهضة عام 2006 بمقتضى القرار الجمهوري رقم 253 لسنة 2006، ويقع مقرها في مدينة بني سويف الجديدة، وتضم جامعة النهضة حتى الآن 6 كليات؛ وهم كلية الصيدلة، وطب الفم والأسنان، والهندسة، بجانب علوم الحاسب، والإعلام والعلاقات العامة، والتسويق وإدارة الأعمال.
- جامعة أكتوبر للعلوم الحديثة والآداب : تأسست جامعة أكتوبر للعلوم الحديثة والآداب بالقرار الجمهوري رقم 244 لسنة 1996، وتعتبر الجامعة مقدم رئيسي للتعليم العالي وفقا للمناهج البريطانية في مصر، فهي تضم 9 كليات؛ وهم كلية طب أسنان، وكلية الصيدلة، وكلية التكنولوجيا الحيوية، وكلية الهندسة، بجانب كلية علوم الحاسب الآلي، وكلية العلوم الإدارية، وكلية الإعلام، وكلية اللغات، وكلية الفنون والتصميم.
- جامعة 6 أكتوبر : تأسست جامعة 6 أكتوبر بالقرار الجمهوري رقم 243 لسنة 1996، ثم حصلت على عضوية اتحاد الجامعات العربية عام 1997، وجميع الدرجات التي تمنحها الجامعة معتمدة ومعادلة من قبل المجلس الأعلى للجامعات.
- جامعة مصر للعلوم والتكنولوجيا : تأسست جامعة مصر للعلوم والتكنولوجيا، وفقًا للقرار الجمهوري رقم 254 لعام 1996، الخاص بتنظيم الجامعات المصرية الخاصة، فتمنح الجامعة الدرجات العلمية كالليسانس والبكالوريوس والماجستير والدكتوراه في جميع التخصصات، وجميع البرامج الدراسية التي يتم تدريسها بالجامعة معتمدة من قبل المجلس الأعلى للجامعات، والجامعة عضو في اتحاد الجامعات العربية واتحاد الجامعات الأفريقية والاتحاد الدولي للجامعات.
- جامعة الدلتا للعلوم والتكنولوجيا: هي إحدى كيانات دلتا جروب، التي تعمل في مجال التعليم الخاص في مصر. أنشأت بالقرار رقم 147 لسنة 2007، وتقع الجامعة علي الطريق الدولي الساحلي بمدينة جمصة علي ساحل البحر المتوسط بمحافظة الدقهلية، تضم الجامعة عدد 6 كليات وهم الطب البشري والعلاج الطبيعي وطب الفم والأسنان والصيدلة والهندسة والإدارة.
- جامعة النيل : تأسست جامعة النيل في عام 2006 بمقتضى القرار الجمهوري رقم 255 لعام 2006، وتم افتتاحها رسميًا في العام التالي، كمؤسسة بحثية وجامعة أهلية غير هادفة للربح ولتكون رائدة في مجالي إدارة الأعمال والتكنولوجيا في مصر ومنطقة الشرق الأوسط وشمال أفريقيا.
- جامعة مصر الدولية : تأسست جامعة مصر الدولية سنة 1996 بمقتضى القرار الجمهوري رقم 246 لسنة 1996، وذلك بغرض إيجاد وتطوير مؤسسة أكاديمية قادرة على مواجهة تحديات القرن الحادي والعشرين.
- جامعة المستقبل بمصر : تأسست جامعة المستقبل سنة 2006 بمقتضى القرار الجمهوري رقم 254 لعام 2006، ويقع مقرها في القاهرة الجديدة، وتضم الجامعة حتى الآن 6 كليات؛ وهم كلية طب أسنان، هندسه وتكنولوجيا، وحاسبات وتكنولوجيا المعلومات، والتجارة وإدارة الأعمال، الاقتصاد والعلوم السياسية، وكلية الصيدلة.
- جامعة فاروس : تأسست جامعة فاروس عام 2006 بمقتضى القرار الجمهوري رقم 252 لسنة 2006، وجميع الدرجات العلمية التي تمنحها الجامعة معتمدة من قبل المجلس الأعلى للجامعات ووزارة التعليم العالي.
- جامعة بدر بالقاهرة
- جامعة الأهرام الكندية
- الجامعة الحديثة للتكنولوجيا والمعلومات
- الجامعة المصرية الروسية
- الجامعة البريطانية في مصر
- الجامعة الألمانية بالقاهرة[3]
- جامعة المنصورة الجديدة .
- جامعة الجلالة.
- جامعة الملك سلمان الدولية.
- جامعة العلمين الدولية.

## روابط خارجية
- الموقع الرسمي